# Schizidium almanum
Schizidium almanum är en kräftdjursart som beskrevs av Karl Wilhelm Verhoeff 1967. Schizidium almanum ingår i släktet Schizidium och familjen klotgråsuggor. Inga underarter finns listade i Catalogue of Life.